# Carpinus hebestroma
Carpinus hebestroma är en björkväxtart som beskrevs av Yoshimatsu Yamamoto. Carpinus hebestroma ingår i släktet avenbokar, och familjen björkväxter.
Artens utbredningsområde är Taiwan. Inga underarter finns listade.